# Sebastiano Schiavon
Sebastiano Schiavon (Ponte San Nicolò, 28 maggio 1883 – Padova, 30 gennaio 1922) è stato un sindacalista e politico italiano.

## Biografia
Cresciuto in una famiglia contadina e laureatosi in Lettere all'Università di Padova, dal 1908 si dedica all'attività di sindacalista in veste di segretario cittadino dell'Ufficio cattolico del lavoro. È tra gli animatori degli scioperi cattolici nelle province di Padova e Vicenza ed è fondatore, a Cittadella, del Sindacato veneto dei lavoratori della terra. Risale a quel periodo il soprannome di strapazzasiori, per la sua caparbietà nella difesa dei braccianti, che lo accompagna per tutta la vita.
Nel 1910 diviene consigliere provinciale a Padova e nel 1913 viene eletto deputato nazionale per lo schieramento cattolico. Allo scoppio della guerra si colloca in posizioni neutraliste e svolge un'intensa attività parlamentare in sostegno ai profughi dell'Altopiano di Asiago e per la creazione dei "Comitati di Preparazione Civile" nei comuni della provincia di Padova.
Tra i fondatori del Partito Popolare Italiano nel 1919, viene nuovamente eletto deputato e prosegue l'attività di organizzatore delle Leghe bracciantili cattoliche nel padovano, che si contrappongono duramente alle Leghe bolsceviche. La fine anticipata della legislatura nel 1921 e l'accordo tra agrari e fascisti lo spingono ai margini dell'attività politico-sindacale. Schiavon non viene ricandidato alle elezioni e muore per una malattia fulminante il 30 gennaio 1922, a soli 38 anni.